# Máel Dóid mac Suibni
Máel Dóid mac Suibni (mort en 653) issu du  Clan Cholmáin est roi  d'Uisneach  dans le royaume de Mide. Il est le fils de Suibne mac Colmáin et le frère de Conall Guthbinn mac Suibni les rois précédents. Il règne de 635 à 653.
À cette époque l'histoire du royaume de Mide est dominée par la faide entre le Clan Cholmáin et le Síl nÁedo Sláine tous deux issus des  Uí Néill du sud. Le père de Mael Doid, Suibne a até tué traîtreusement par son oncle Áed Sláine mac Diarmato en 600. Le frère de Mael Doid, Conall Guthbinn est tué par l'Ard ri Erenn Diarmait mac Áedo Sláine en 635.
Dans l'année de l'accession de Mael Doids ses cousins du Clann Cholmáin Bicc, Máel Umai et Colgu fils de  Óengus mac Colmáin Bec,
sont tués lors d'un combat contre le même Diarmait. Deux ans plus tard en 637, son neveu Airmetach Cáech mac Conaill Guthbinn est tué lors de la Bataille de Magh Rath en combattant pour
Congal Cáech le roi d'Ulaid. Le Síl nÁedo Sláine combat lui dans le camp des vainqueurs. le fils Airmetach, Fáelchú y perd également la vie.
Mael Doid lui-même n'est mentionné dans les chroniques d'Irlande qu'a l'occasion de sa mort. Son fils Feredach mac Máele Dóid meurt dans une escarmouche à Crannach en 697.